# Raleigh Morgan, Jr.
Raleigh Morgan, Jr. (* 1916 in Nashville; † 29. Januar 1998 in Ann Arbor) war ein US-amerikanischer Romanist, Frankokanadist und Kreolist.

## Leben und Werk
Morgan studierte an der Fisk University (Bachelor 1938), sowie an der University of Michigan (Master 1939). Nach Kriegsdienst in der US-amerikanischen Armee und Schuldienst in Durham (North Carolina) promovierte er 1952 an der University of Michigan mit der Arbeit A lexical and semantic study of old French jogleor and kindred terms. 

Von 1956 bis 1959 war er in Deutschland, zuerst als Leiter des Amerikahauses Köln, dann als Kulturattaché an der Botschaft. Von dort ging er nach Washington D. C. an das Center for Applied Linguistics der Modern Language Association, ab 1961 als Professor an die Howard University.  Schließlich war er von 1965 bis 1987 Professor für Romanistik an der University of Michigan in Ann Arbor.

## Werke
- (Hrsg.) Proceedings of the Conference on Teaching English Abroad, Washington 1959
- The Regional French of county Beauce (Québec), Den Haag/Paris 1975